# Tobias Eschenbacher

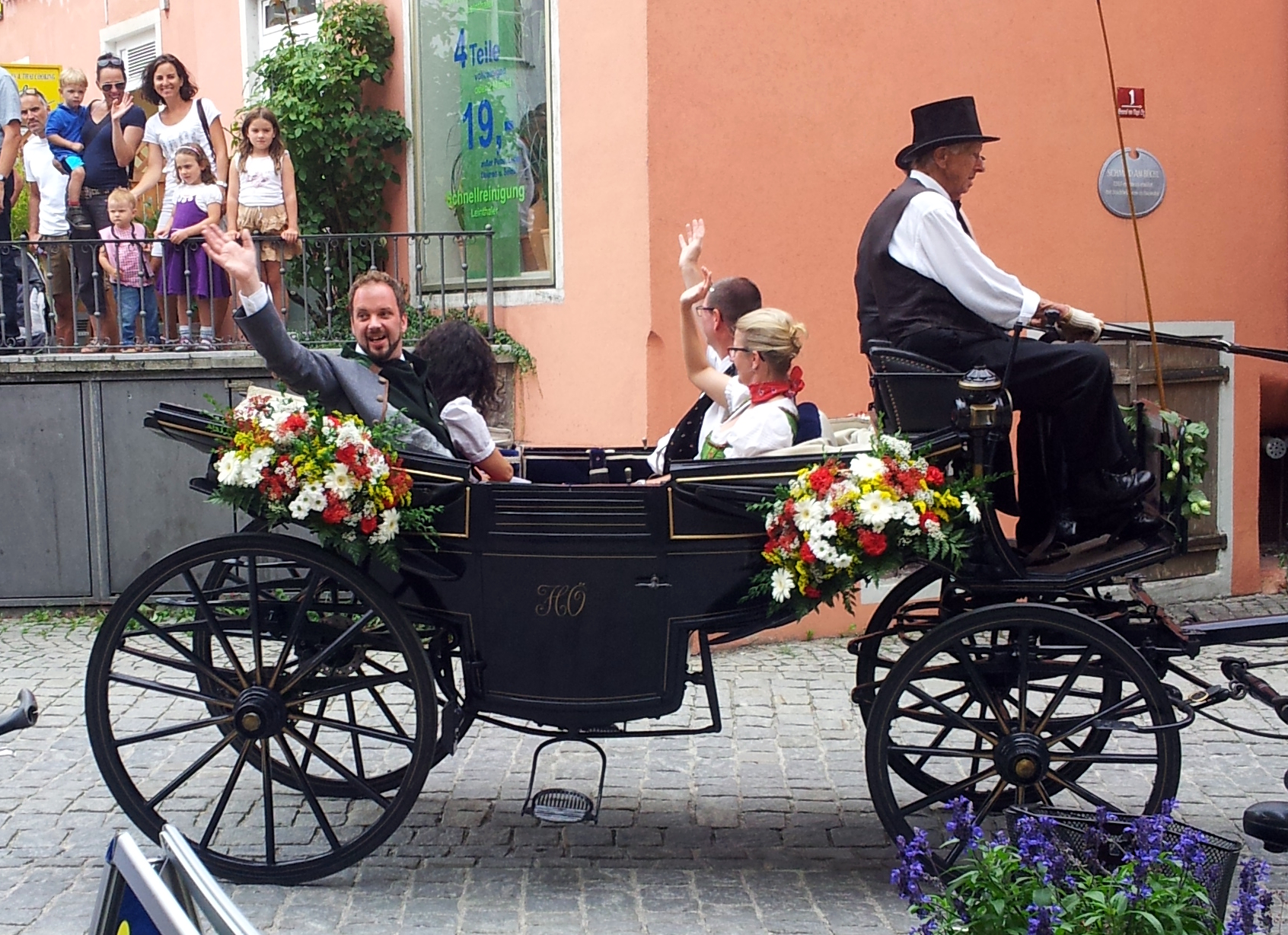
Der Freisinger Oberbürgermeister Tobias Eschenbacher (links) und der damalige Landrat des Landkreises Freising Michael Schwaiger in einer Kutsche im Festzug zum 150-jährigen Jubiläum der Freiwilligen Feuerwehr Freising. (2013)

Tobias Eschenbacher (* 1. September 1977 in München) ist ein deutscher Kommunalpolitiker (Freisinger Mitte) und seit dem 1. Mai 2012 amtierender Oberbürgermeister der Großen Kreisstadt Freising (Oberbayern).

## Leben
Eschenbacher wurde in München geboren und kam im Alter von 6 Jahren nach Freising. Er besuchte die Grundschule in Vötting, dann das Dom-Gymnasium und schließlich die Fachoberschule in Freising. Nach der Fachhochschulreife und dem Grundwehrdienst bei den Gebirgspionieren in Brannenburg und München absolvierte er eine Ausbildung zum Einzelhandelskaufmann.
Er war mehrere Jahre in diesem Beruf tätig. 2004 gründete er (zusammen mit Johannes Wunner) in Freising das Szenelokal Q-Bar, 2007 (zusammen mit Reinhard Fiedler, Mike Manhart und Sylvia Still) den Fink-Media-Verlag, in dem unter anderem das Freisinger Stadtmagazin, der fink, sowie Bücher zur Kultur und Geschichte der Stadt Freising erscheinen. Seit 2011 war er mit Nergiz Eschenbacher verheiratet, allerdings wieder geschieden. Seit Mai 2023 ist er mit Lisa Blum verheiratet.

## Politik
Seine politische Laufbahn begann 1995 bei der CSU. Bei der Kommunalwahl im Frühjahr 2002 zog er erstmals in den Stadtrat von Freising ein und war dort unter anderem Mitglied im Hauptausschuss, Bauausschuss und Kulturausschuss sowie im Agenda- und Sozialbeirat. 2010 wurde er einstimmig zum Vorsitzenden des Rechnungsprüfungsausschusses gewählt.
Am 12. September 2011 wurde der Verein Freisinger Mitte gegründet, für den Tobias Eschenbacher im März 2012 zur Wahl des Oberbürgermeisters antrat. Er setzte sich in der Stichwahl am 25. März 2012 mit 56,9 % der Stimmen gegen den Kandidaten der Grünen Sebastian Habermeyer durch.
Bei den Kommunalwahlen in Bayern am 15. März 2020 wurde Eschenbacher mit 65,5 % im ersten Wahlgang wiedergewählt. Im April 2025 kündigte Eschenbacher an, dass er bei der nächsten Kommunalwahl 2026 nicht erneut antritt, um sich mehr seiner Familie zu widmen.